# Bonje met de buren
Bonje met de buren is een Nederlands televisieprogramma. Hierin wordt in elke aflevering een burenruzie aangepakt met de bedoeling deze op te lossen.
Bonje met de buren werd tot en met 2012 uitgezonden op RTL 4. Presentatoren John Williams en Natasja Froger pakten met hun team in elke aflevering een burenruzie aan met de bedoeling die op te lossen. Williams en Froger zetten zich individueel ieder in voor een van beide partijen. Ze hoorden het verhaal van beide kanten aan om vervolgens een oplossing voor te stellen. Gemiddeld trok een aflevering van Bonje met de buren iets meer dan 1,2 miljoen kijkers.
Het programma keerde in 2014 terug bij SBS6, met Jochem van Gelder en Patty Brard als presentatoren. Zij presenteerden het programma drie seizoenen bij SBS6. In de zomer van 2018 werd het laatste seizoen uitgezonden bij SBS6, met Dennis van der Geest en Leontien Borsato als presentatoren. Nadat RTL 4 Natasja Froger als presentatrice verving wegens verjongingsdrift bij haar programma's was de presentatrice vrij om over te stappen naar Talpa. Talpa kondigde in de zomer van 2023 aan terug te keren met een nieuw seizoen op SBS6 gepresenteerd door Froger en Van der Geest, maar vanwege te weinig animo werd de comeback afgeblazen.

## Seizoensoverzicht
| Seizoen | Afleveringen | Zender | Uitzenddatum                       | Presentatie                              |
| ------- | ------------ | ------ | ---------------------------------- | ---------------------------------------- |
| 1       | 8            | RTL 4  | 4 maart 2010 - 8 april 2010        | John Williams en Natasja Froger          |
| 2       | 8            | RTL 4  | 21 oktober 2010 - 9 december 2010  | John Williams en Natasja Froger          |
| 3       | 7            | RTL 4  | 1 september 2011 - 13 oktober 2011 | John Williams en Natasja Froger          |
| 4       | 8            | RTL 4  | 20 juni 2012 - 6 december 2012     | John Williams en Natasja Froger          |
| 5       | 8            | SBS6   | 17 augustus 2014 - 5 oktober 2014  | Jochem van Gelder en Patty Brard         |
| 6       | 8            | SBS6   | 26 april 2015 - 14 juni 2015       | Jochem van Gelder en Patty Brard         |
| 7       | 6            | SBS6   | 31 augustus 2016 - 6 oktober 2016  | Jochem van Gelder en Patty Brard         |
| 8       | 7            | SBS6   | 11 juni 2018 - 23 juli 2018        | Dennis van der Geest en Leontine Borsato |